# La Colère de Tiamat
La Colère de Tiamat (titre original : Tiamat's Wrath) est un roman de science-fiction de l'écrivain américain James S. A. Corey, publié en 2019 puis traduit en français et publié en 2021. Il s'agit du huitième roman de la série The Expanse.

## Résumé
L'action se passe quelques années après celle du roman Le Soulèvement de Persépolis. Les mille trois cent portails ouverts par la protomolécule ont donné accès à l'humanité à autant de mondes, dont les planètes nouvellement colonisées sont intégrées au sein d'un empire unifié dirigé par le Haut-Consul Winston Duarte. Cet ancien amiral dissident de la MCRN (Marine de la République Martienne) s'est installé avec une partie de la flotte Martienne sur Laconia, l'un des nouveaux systèmes ouverts par les portails, et avec l'aide des recherches qu'il mène sur la protomolécule, s'est doté d'une avance technologique considérable ce qui a permis aux Laconiens de construire des vaisseaux spatiaux comme le Tempest. 
La Coalition Terre-Mars, l'Association des Mondes, et l'Union des Transports ont capitulé devant le Tempest et sont passés sous la tutelle des Laconiens dirigés par le Haut-Consul Duarte.
Duarte, au faîte de sa puissance, continue ses recherches sur la protomolécule et sur la civilisation qui l'a créée, les Ingénieurs de la protomolécule. Son souci majeur est de préparer l'humanité pour la confrontation avec ceux qui ont détruit les ingénieurs de la protomolécule, il y a plus d'un milliard d'années.

## Personnages

### Principaux personnages
- James Holden, l'ancien commandant du Rossinante, est retenu en résidence surveillée sur Laconia. Avec d'autres personnalités de l'opposition comme Carrie Fisk de l'Association des Mondes et Camina Drummer, ancienne dirigeante de l'Union des Transports, il sert de faire-valoir auprès de Haut-Consul, qui le consulte parfois pour des conseils sur la promolécule.
- Elvi Okoye, ancienne biologiste terrienne qui a étudié les artéfacts des Ingénieurs sur la planète Illus, dans le roman Les Feux de Cibola, travaille pour Duarte qui l'a envoyée avec son mari, Fayez dans un vaisseau laconien (le Falcon) pour étudier les artefacts dans des mondes non colonisés sous les ordres de l'amiral laconien Mehmet Sagal .
- Naomi Nagata, compagne de James Holden, est restée dans la clandestinité. Elle a laissé le Rossinante sur Freehold, un monde faiblement colonisé et mène des missions de coordination clandestine, passant cachée d'un container à un autre dans les vaisseaux en transit entre les mondes. Elle est devenue une icône pour tous les opposants à la domination laconienne.
- Alex Kamal, ancien pilote du Rossinante et Bobbie Drapper, ancienne sergente de la MRCN, ont pris le Storm, une corvette laconienne. À bord de ce vaisseau, dissimulé dans les transporteurs de l'Union, ils mènent des opérations contre les intérêts laconiens selon les instructions données par Saba, resté sur la station Medina.
- Teresa Angelica Duarte, la fille de Winston Duarte, à 14 ans, sur Laconia, est destinée prendre la succession du Haut consul.

### Autres personnages
- Saba, époux de Camina Drummer, dirige l'opposition clandestine.
- Jillian Houston, fille de l'ancien gouverneur de Freehold, elle seconde Bobbie dans les missions clandestines.
- Amos Burton, l'ancien mécanicien du Rossinante, a disparu lors d'une mission sur Laconia.

## Éditions
- Tiamat's Wrath, Orbit, 26 mars 2019, 534 p.  (ISBN 978-0-316-33287-3)
- La Colère de Tiamat, Actes Sud, coll. « Exofictions », 6 janvier 2021, trad. Yannis Urano, 576 p.  (ISBN 978-2-330-14475-3)
- La Colère de Tiamat, Actes Sud, coll. « Babel » no 1844, 5 octobre 2022, trad. Yannis Urano, 688 p.  (ISBN 978-2-330-17102-5)
- La Colère de Tiamat, Le Livre de poche, coll. « Imaginaire » no 38087, 11 juin 2025, trad. Yannis Urano, 800 p.  (ISBN 978-2-253-24369-4)